# 寺西秀人
寺西 秀人（てらにし ひでと、1964年12月11日 - ）は、石川県白山市出身の元プロ野球選手（投手）。右投左打。

## 来歴・人物
金沢高では2年秋、3年春夏の県大会準優勝、2年秋の北信越大会は準々決勝で惜敗。京都産業大学へ進学し、関西六大学リーグに加盟する硬式野球部に入部する。大学在籍時は、リーグ通算48試合登板、24勝12敗、防御率1.43、238奪三振。最優秀選手（1986年秋）と最優秀投手（1985年秋）をそれぞれ1度ずつ受賞した。
大学卒業後は、社会人野球のNTT北陸に入団し、1990年には都市対抗野球に出場するも初戦で敗退した。
1990年のプロ野球ドラフト会議において、中日ドラゴンズから6位で指名を受け入団。
プロ1年目の1991年から一軍初登板を果たしたが、目立った活躍ができないまま1994年限りで現役を引退した。
引退後は中日ドラゴンズの球団職員となり、2012年には新設された「ファンサービス部」の初代部長に就任。その後は運営部長などを歴任し、2022年1月1日付で球団代表補佐兼運営部長に就任した。

## 詳細情報

### 年度別投手成績
| 年 度    | 球 団    | 登 板 | 先 発 | 完 投 | 完 封 | 無 四 球 | 勝 利 | 敗 戦 | セ 丨 ブ | ホ 丨 ル ド | 勝 率 | 打 者 | 投 球 回 | 被 安 打 | 被 本 塁 打 | 与 四 球 | 敬 遠 | 与 死 球 | 奪 三 振 | 暴 投 | ボ 丨 ク | 失 点 | 自 責 点 | 防 御 率 | W H I P |
| -------- | -------- | ----- | ----- | ----- | ----- | -------- | ----- | ----- | -------- | ----------- | ----- | ----- | -------- | -------- | ----------- | -------- | ----- | -------- | -------- | ----- | -------- | ----- | -------- | -------- | ------- |
| 1991     | 中日     | 2     | 0     | 0     | 0     | 0        | 0     | 0     | 0        | --          | ----  | 16    | 3.0      | 3        | 0           | 4        | 0     | 0        | 4        | 0     | 0        | 1     | 1        | 3.00     | 2.33    |
| 1992     | 中日     | 4     | 0     | 0     | 0     | 0        | 0     | 1     | 0        | --          | .000  | 26    | 5.2      | 7        | 1           | 3        | 0     | 1        | 4        | 0     | 0        | 4     | 3        | 4.76     | 1.76    |
| 通算:2年 | 通算:2年 | 6     | 0     | 0     | 0     | 0        | 0     | 1     | 0        | --          | .000  | 42    | 8.2      | 10       | 1           | 7        | 0     | 1        | 8        | 0     | 0        | 5     | 4        | 4.15     | 1.96    |

### 記録
- 初登板：1991年4月19日、対阪神タイガース1回戦（阪神甲子園球場）、8回裏に5番手で救援登板、1回無失点

### 背番号
- 47 （1991年 - 1994年）